# Championnats d'Asie de judo 1993
Navigation
Édition précédente Édition suivante
Les championnats d'Asie de judo 1993, neuvième édition des championnats d'Asie de judo, ont eu lieu les 13 et 14 novembre 1993 à Macao, qui est alors une colonie du Portugal.